# جام قهرمانان کونکاکاف ۱۹۶۷
جام قهرمانان کونکاکاف ۱۹۶۷ سومین دوره مسابقات بین‌المللی فوتبال باشگاهی سالانه جام قهرمانان کونکاکاف بود که در منطقه کونکاکاف (آمریکای شمالی، آمریکای مرکزی و دریای کارائیب)، برگزار شد.
این مسابقات با حضور ۱۰ تیم از ۱۰ کشور مختلف برگزار شد: آنتیل هلند، برمودا، السالوادور، ایالات متحده آمریکا، گواتمالا، هائیتی، هندوراس، جامائیکا، نیکاراگوئه و ترینیداد و توباگو. این مسابقات از ۶ اوت ۱۹۶۷ تا ۲۴ مارس ۱۹۶۸ برگزار شد.
این مسابقات به سه منطقه (آمریکای شمالی، آمریکای مرکزی و کارائیب) تقسیم شد، که هر منطقه تیم برنده را به مسابقات نهایی فرستاد، جایی که برندگان گروه‌های مرکزی و شمالی در نیمه‌نهایی بازی کردند تا مشخص شود چه تیمی در فینال با قهرمان گروه کارائیب بازی می‌کند. تمامی مسابقات تحت سیستم بازی خانگی/خارج از خانه برگزار شد.
باشگاه آلیانسا برنده دیدار فینال شد و برای اولین بار قهرمان کونکاکاف شد.

## منطقه آمریکای شمالی
باشگاه  اوکراینیان فیلادلفیا به عنوان تنها نماینده این منطقه به فینال آمریکای شمالی/مرکزی راه یافتند.

## منطقه آمریکای مرکزی

### مرحله اول
| آلیانسا | ۸–۰ | فلور ده کانیا |
| ------- | --- | ------------- |
|         |     |               |

| فلور ده کانیا | ۳–۲ | آلیانسا |
| ------------- | --- | ------- |
|               |     |         |

| المپیا | ۰–۱ | آئورورا |
| ------ | --- | ------- |
|        |     |         |

| آئورورا | ۰–۱ | المپیا |
| ------- | --- | ------ |
|         |     |        |

| آئورورا | ۲–۰ | المپیا |
| ------- | --- | ------ |
|         |     |        |

### مرحله دوم
| آئورورا | ۰–۰ | آلیانسا |
| ------- | --- | ------- |
|         |     |         |

| آلیانسا | ۱–۱ | آئورورا |
| ------- | --- | ------- |
|         |     |         |

| آلیانسا | ۱–۰ | آئورورا |
| ------- | --- | ------- |
|         |     |         |

## منطقه کارائیب
| رتبه | تیم            | بازی | برد | مساوی | باخت | گل زده | گل خورده | گل تفاضل | امتیاز | صلاحیت        |
| ---- | -------------- | ---- | --- | ----- | ---- | ------ | -------- | -------- | ------ | ------------- |
| ۱    | یونگ کلمبیا    | ۴    | ۳   | ۱     | ۰    | ۱۰     | ۱        | ۹+       | ۷      | صعود به فینال |
| ۲    | دیفنس فورس     | ۴    | ۲   | ۱     | ۱    | ۵      | ۷        | ۲−       | ۵      |               |
| ۳    | رجیمنت         | ۴    | ۲   | ۰     | ۲    | ۵      | ۶        | ۱−       | ۴      |               |
| ۴    | سامرست تروجانز | ۴    | ۱   | ۰     | ۳    | ۸      | ۸        | ۰        | ۲      |               |
| ۵    | راسینگ هائیتی  | ۴    | ۱   | ۰     | ۳    | ۳      | ۹        | ۶−       | ۲      |               |

- رجیمنت ۰–۳ یونگ کلمبیا
- راسینگ هائیتی ۳–۲ سامرست تروجانز
- یونگ کلمبیا ۱–۱ دیفنس فورس
- رجیمنت ۲–۱ سامرست تروجانز
- دیفنس فورس ۱–۰ راسینگ هائیتی
- سامرست تروجانز ۰–۲ یونگ کلمبیا
- دیفنس فورس ۲–۱ رجیمنت
- یونگ کلمبیا ۴–۰ راسینگ هائیتی
- سامرست تروجانز ۵–۱ دیفنس فورس
- رجیمنت ۲–۰ راسینگ هائیتی

## پلی آف شمالی/مرکزی
| آلیانسا | ۲–۱ | اوکراینیان فیلادلفیا |
| ------- | --- | -------------------- |
|         |     |                      |

| اوکراینیان فیلادلفیا | ۰–۱ | آلیانسا |
| -------------------- | --- | ------- |
|                      |     |         |

## فینال
| یونگ کلمبیا | ۲–۱ | آلیانسا |
| ----------- | --- | ------- |
|             |     |         |

| آلیانسا | ۳–۰ | یونگ کلمبیا |
| ------- | --- | ----------- |
|         |     |             |

| آلیانسا | ۵–۳ | یونگ کلمبیا |
| ------- | --- | ----------- |
|         |     |             |